# Cimetière juif de Bad Breisig
Le cimetière juif de Bad Breisig est un cimetière juif dans la ville allemande de Bad Breisig (Am Kesselberg), en Rhénanie-Palatinat. C'est un monument culturel protégé.
On y trouve 10 pierres tombales de personnes décédées depuis 1878 jusqu'à 1925. Il s'étend sur 5,74 ares.

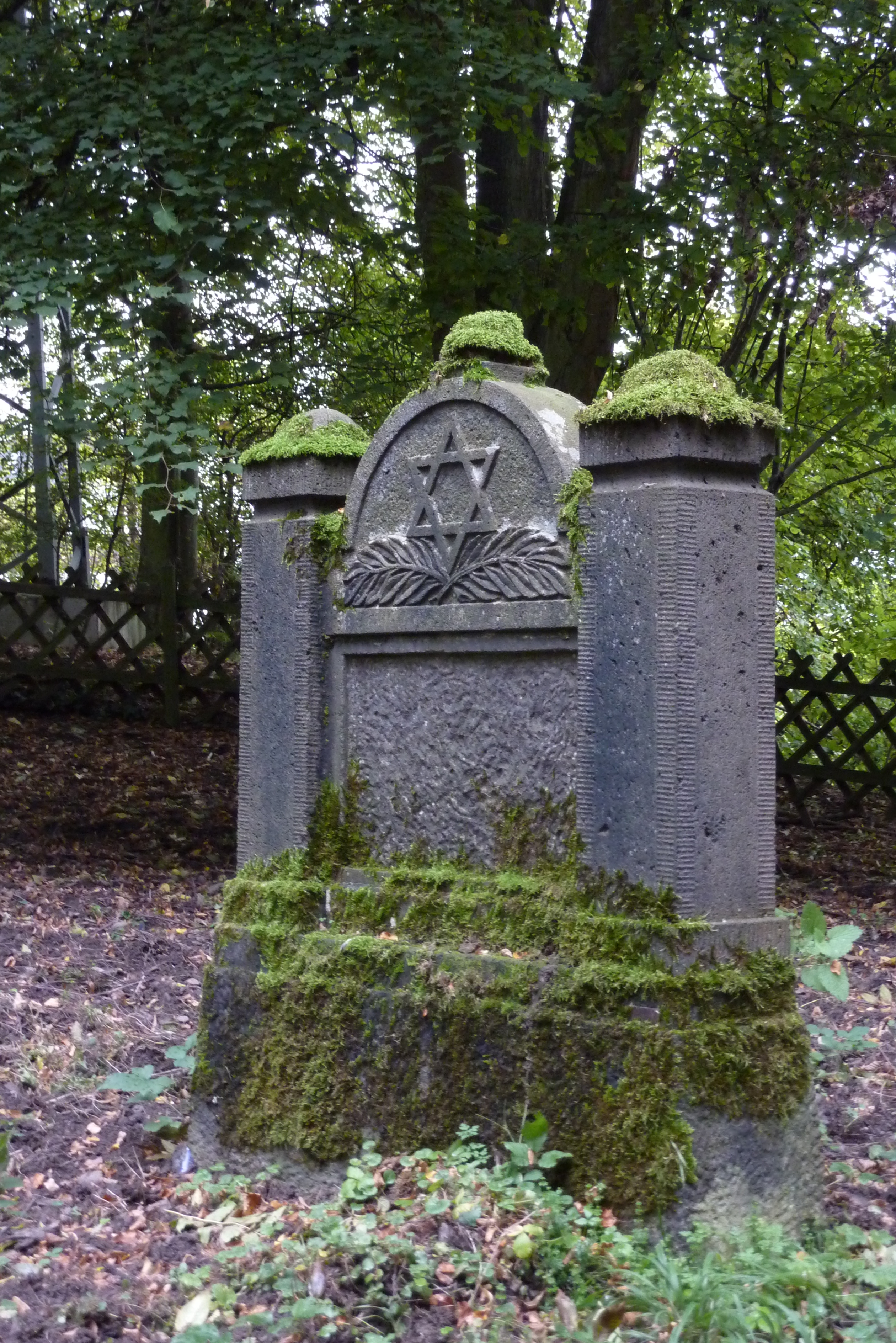
Pierre tombale
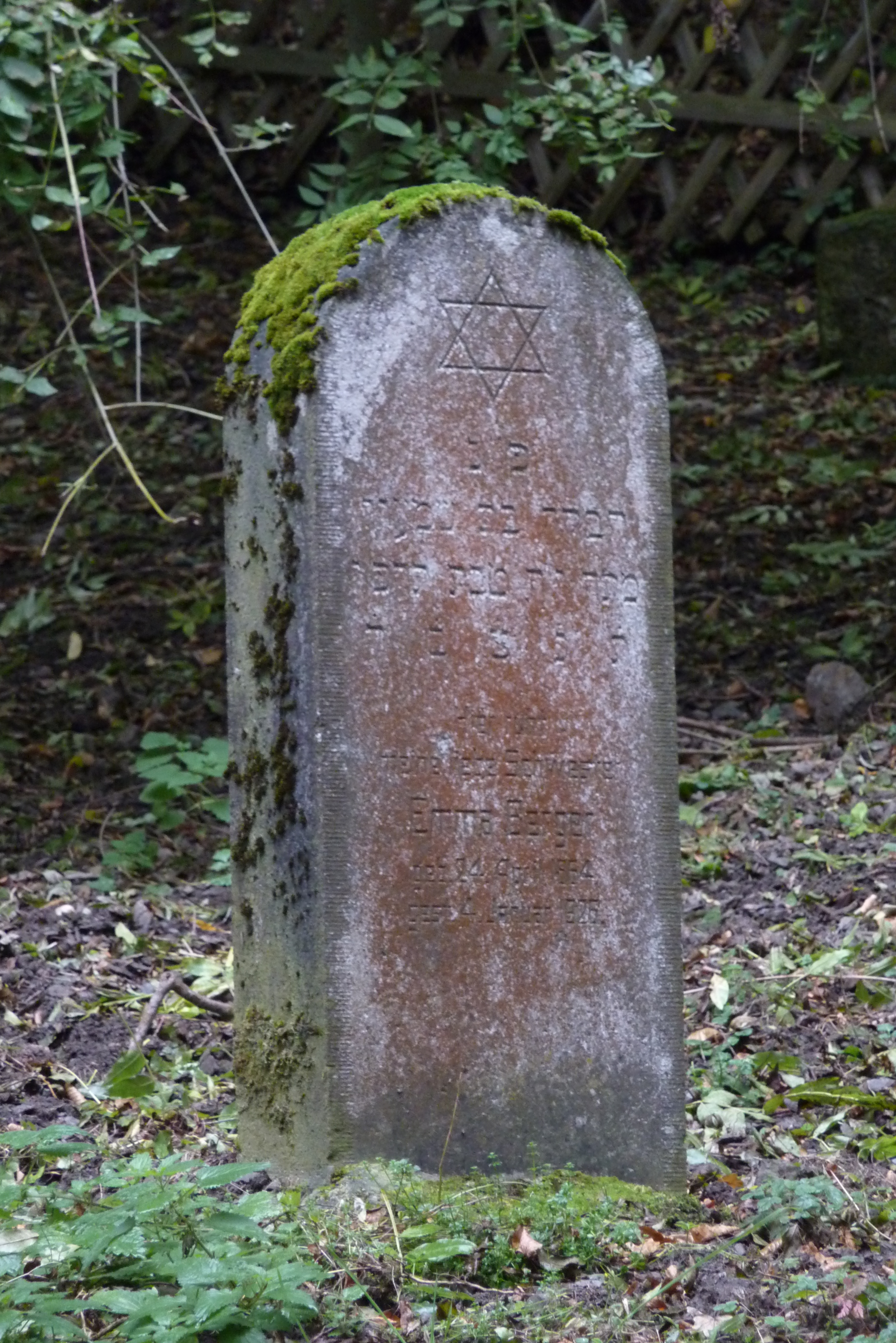
Pierre tombale
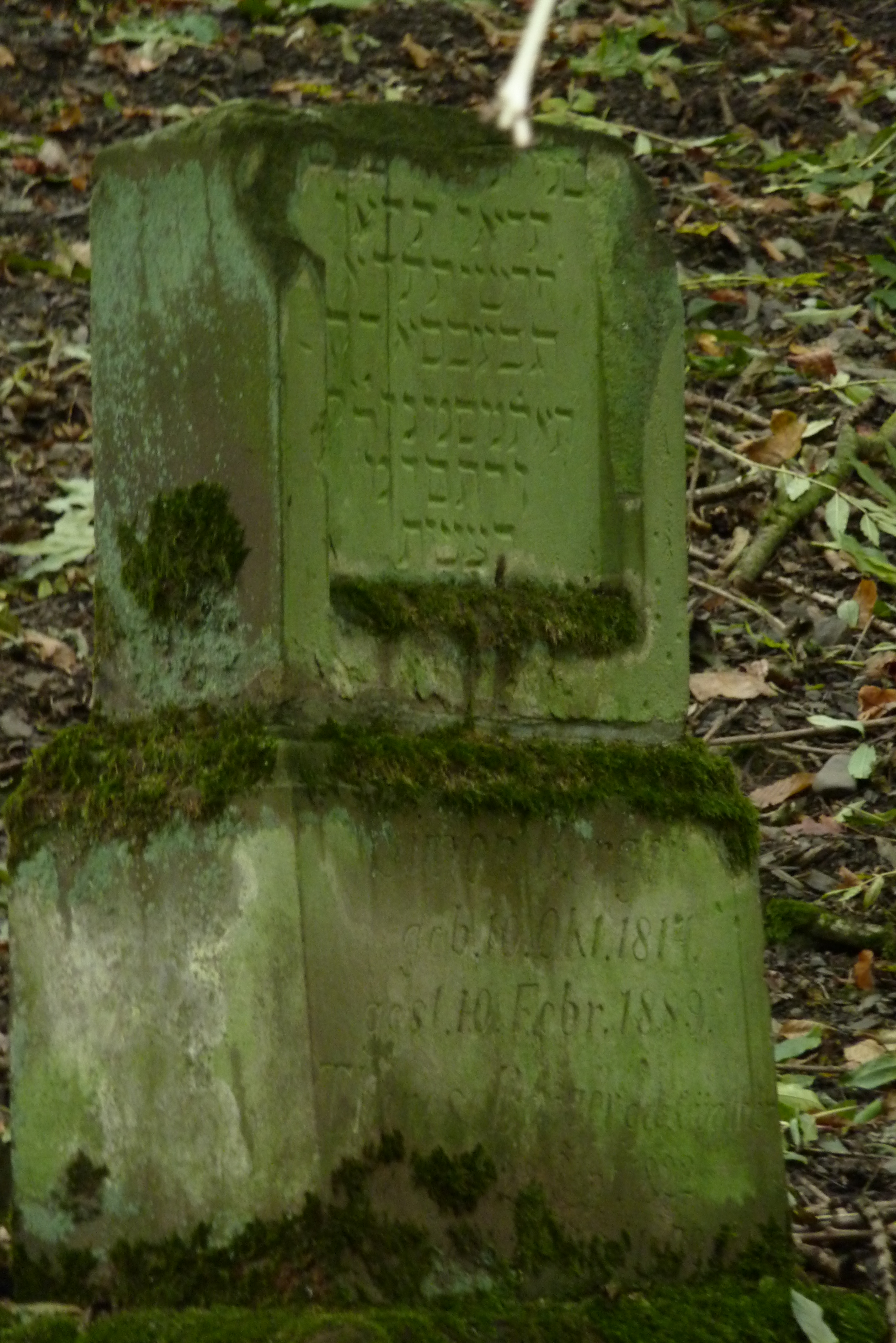
Pierre tombale